# هادية داريبادا هاتي
هادية داريبادا هاتي (Hadiah Daripada Hati) هو الألبوم الثالث عشر لسيتي نورهاليزا.

## قائمة الأغاني
1. Ku Mahu (أريد)
2. Melawan Kesepian (محاربة الشعور بالوحدة)
3. Mulanya Cinta (الحب الأول / في البداية كان الحب)
4. Tanpa Kalian (بدونكم يا رفاق / بدونك)
5. Biarkan (اتركه / يترك)
6. Kerana Dirimu (بسببك)
7. Hati (قلب)
8. Wanita (امرأة / نحيف)
9. Cintamu (حبك)
10. Sutramaya (سوترامايا)
11. Sekian Lama (سنشتاق إليك / بعد وقت طويل)